# Diócesis de Eshowe
La diócesis de Eshowe (en latín: Dioecesis Eshoven(sis) y en inglés: Roman Catholic Diocese of Eshowe) es una circunscripción eclesiástica latina de la Iglesia católica en Sudáfrica, sufragánea de la arquidiócesis de Durban. La diócesis es sede vacante desde el 25 de noviembre de 2020. 

## Territorio y organización
La diócesis tiene 26 364 km² y extiende su jurisdicción sobre los fieles católicos de rito latino residentes en las siguientes unidades administrativa de la provincia de KwaZulu-Natal: Zululandia (excepto los distritos de Ingwavuma, Ubombo y Hlabisa) y los distritos de Vryheid, Paulpietersburg, Ngotshe y Babanango en Natal.
La sede de la diócesis se encuentra en la ciudad de Eshowe, en donde se halla la Catedral de Santa Teresa de la Pequeña Flor.
En 2019 en la diócesis existían 33 parroquias.

## Historia
La prefectura apostólica de Zululandia fue erigida el 27 de agosto de 1921 obteniendo el territorio del vicariato apostólico de Natal (hoy arquidiócesis de Durban).
El 11 de diciembre de 1923 la prefectura apostólica fue elevada a vicariato apostólico con la bula Quae catholico nomini del papa Pío XI y asumió el nombre de vicariato apostólico de Eshowe. Al mismo tiempo amplió su territorio con otros distritos que pertenecían al vicariato apostólico de Natal.
El 11 de enero de 1951 el vicariato apostólico fue elevado a diócesis con la bula Suprema Nobis del papa Pío XII.
El 12 de noviembre de 1962 cedió una parte de su territorio para la erección de la prefectura apostólica de Ingwavuma (hoy vicariato apostólico de Ingwavuma) mediante la bula Quoniam praecipuas del papa Juan XXIII.

## Estadísticas
De acuerdo al Anuario Pontificio 2020 la diócesis tenía a fines de 2019 un total de 77 930 fieles bautizados.
| Año                                                                             | Población            | Población | Población      | Sacerdotes | Sacerdotes    | Sacerdotes    | Bautizados por sacerdote | Diáconos permanentes | Religiosos | Religiosos | Parroquias |
| Año                                                                             | Bautizados católicos | Total     | % de católicos | Total      | Clero secular | Clero regular | Bautizados por sacerdote | Diáconos permanentes | Varones    | Mujeres    | Parroquias |
| ------------------------------------------------------------------------------- | -------------------- | --------- | -------------- | ---------- | ------------- | ------------- | ------------------------ | -------------------- | ---------- | ---------- | ---------- |
| 1950                                                                            | 15 765               | 442 906   | 3.6            | 33         | 1             | 32            | 477                      |                      | 63         | 100        | 12         |
| 1970                                                                            | 42 091               | 720 000   | 5.8            | 49         | 4             | 45            | 859                      |                      | 78         | 220        |            |
| 1980                                                                            | 59 148               | 1 028 000 | 5.8            | 38         | 5             | 33            | 1556                     |                      | 61         | 209        | 25         |
| 1990                                                                            | 66 514               | 1 355 000 | 4.9            | 38         | 14            | 24            | 1750                     |                      | 50         | 166        | 29         |
| 1999                                                                            | 79 725               | 2 000     | 4.0            | 39         | 22            | 17            | 2044                     |                      | 35         | 154        | 29         |
| 2000                                                                            | 79 950               | 2 200 000 | 3.6            | 39         | 23            | 16            | 2050                     |                      | 37         | 139        | 29         |
| 2001                                                                            | 80 000               | 2 200 000 | 3.6            | 39         | 21            | 18            | 2051                     |                      | 31         | 125        | 29         |
| 2002                                                                            | 80 000               | 2 200 000 | 3.6            | 40         | 23            | 17            | 2000                     |                      | 32         | 129        | 51         |
| 2003                                                                            | 80 600               | 2 200 600 | 3.7            | 39         | 24            | 15            | 2066                     |                      | 30         | 125        | 28         |
| 2004                                                                            | 81 000               | 2 200 600 | 3.7            | 41         | 25            | 16            | 1975                     |                      | 28         | 125        | 28         |
| 2006                                                                            | 82 400               | 2 305 000 | 3.6            | 43         | 29            | 14            | 1916                     |                      | 27         | 118        | 29         |
| 2013                                                                            | 83 100               | 2 596 000 | 3.2            | 52         | 32            | 20            | 1598                     |                      | 33         | 118        | 35         |
| 2016                                                                            | 74 600               | 2 710 000 | 2.8            | 51         | 35            | 16            | 1462                     |                      | 39         | 113        | 32         |
| 2019                                                                            | 77 930               | 2 827 940 | 2.8            | 55         | 37            | 18            | 1416                     |                      | 31         | 97         | 33         |
| Fuente: Catholic-Hierarchy, que a su vez toma los datos del Anuario Pontificio. |                      |           |                |            |               |               |                          |                      |            |            |            |

## Episcopologio
- Thomas Spreiter, O.S.B. † (27 de agosto de 1921-14 de mayo de 1943 renunció)
  - Sede vacante (1943-1947)
- Aurelian Bilgeri, O.S.B. † (12 de junio de 1947-24 de junio de 1973 falleció)
- Mansuet Dela Biyase † (28 de febrero de 1975-26 de junio de 2005 falleció)
  - Sede vacante (2005-2008)
- Xolelo Thaddaeus Kumalo (11 de marzo de 2008-25 de noviembre de 2020 nombrado obispo de Witbank)
  - Wilfrid Fox Napier, O.F.M., desde el 9 de febrero de 2021 (administrador apostólico)